# Eduard Vilde
Eduard Vilde, né le 4 mars 1865 à Pudivere et mort le 26 décembre 1933 à Tallinn, est un écrivain estonien.

## Biographie
Son père est employé au domaine de Münkenhof. Après avoir arrêté l'école à 17 ans, Eduard Vilde travaille comme journaliste, métier qu'il continuera à exercer jusqu'en 1919. Il s'installe vite en dehors de son pays : à Riga, dans un premier temps, puis à partir de 1890 à Berlin. Dans la capitale allemande, il se rapproche du socialisme et du courant naturaliste. Il séjourne ensuite à Moscou, à Paris, puis retourne dans les villages estoniens de Crimée et du Caucase. Ayant participé à la révolution de 1905, il est obligé de quitter de nouveau l'Estonie qui appartenait à l'Empire russe depuis le XVIIIe siècle, après avoir appartenu au royaume de Suède. Il voyage alors beaucoup sous une fausse identité : Berlin, Zurich, Helsinki, Copenhague, Nuremberg, Munich, Stuttgart, Bruxelles, Vienne, New York... En 1911, il se fixe enfin à Copenhague. Il ne retournera en Estonie qu'en 1917 ; mais tout au long des années d'errance, il continue à collaborer à des journaux estoniens. Après trois ans passés comme diplomate au Danemark et en Allemagne, il se consacre jusqu'à la fin de sa vie à la publication de ses œuvres complètes (en 33 volumes).

## Œuvre
Ayant écrit aussi bien des romans d'aventure que des récits humoristiques ou des pièces de théâtre, Vilde fut un auteur prolifique.
- Musta mantliga mees (1886)
- Kuhu päike ei paista (1888)
- Kõtistamise kõrred (1888)
- Karikas kihvti (1893)
- "Linda" aktsiad (1894)
- Külmale maale (1896)
- Raudsed käed (1898)
- Mahtra sõda (1902)
- Kui Anija mehed Tallinnas käisid (1903)
- Prohvet Maltsvet (1905–1908)
- Jutustused (1913)
- Mäeküla piimamees (1916)
- Tabamata ime (1912)
- Pisuhänd (1913)
- Side (1917)
- Rahva sulased (inachevée, Looming 1934/1–3)
- Jobu
- Minu esimesed triibulised

## Prix et reconnaissance
- Membre honoraire de l'Union des journalistes estoniens (et), 1925
- Docteur honoris causa de l'université de Tartu, 1929
- Ordre de la Croix de l'Aigle, 1930

## Galerie

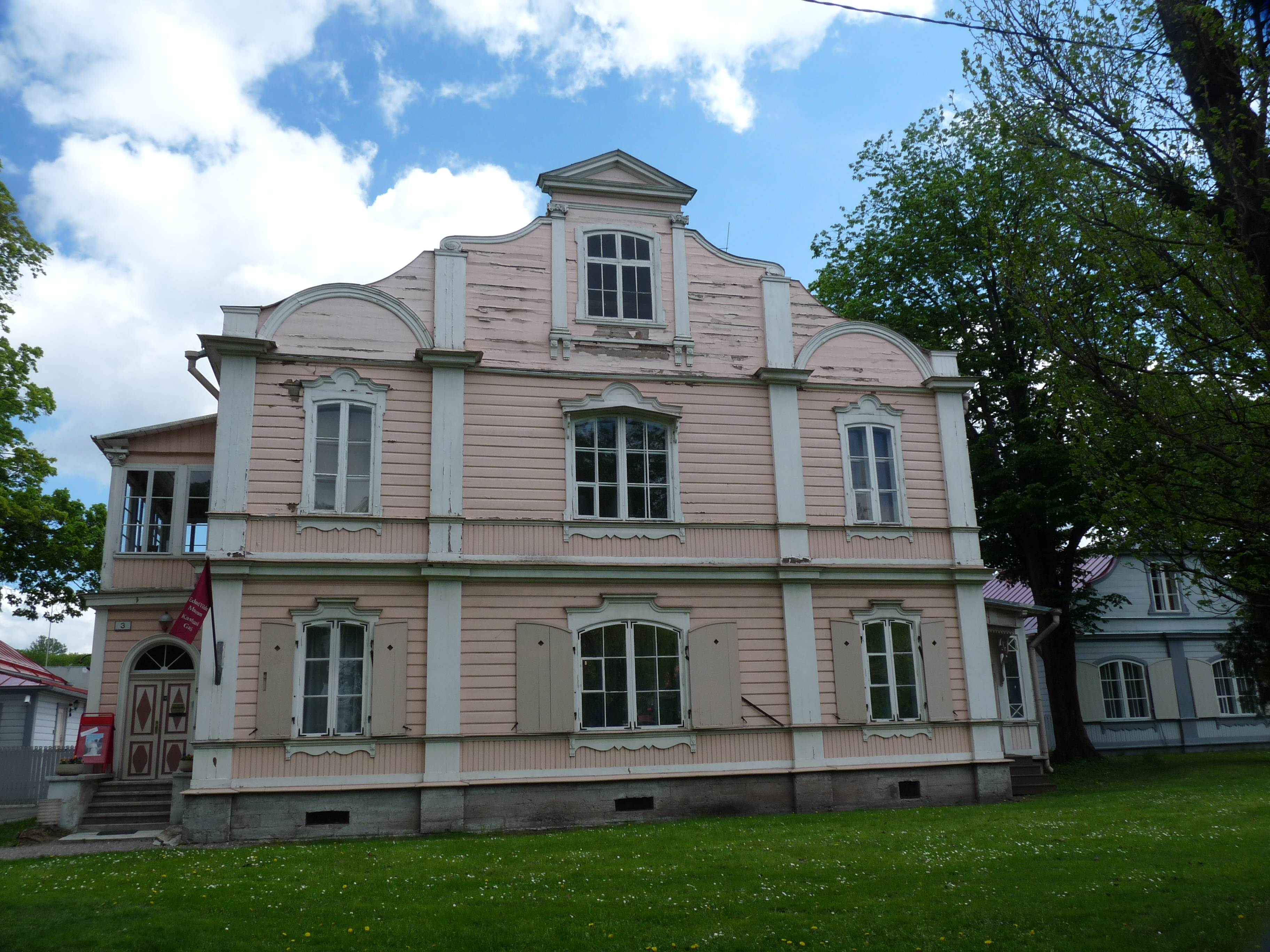
Maison à Kadriorg où Eduard Vilde a vécu de 1927 à 1933.
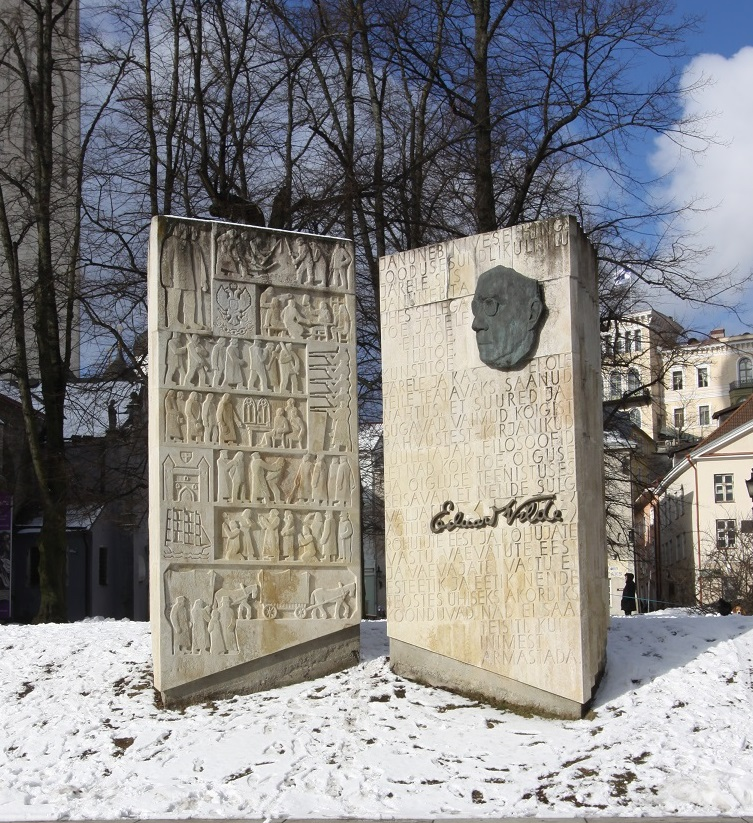
Monument à Eduard Vilde rue Harju tänaval à Tallinn
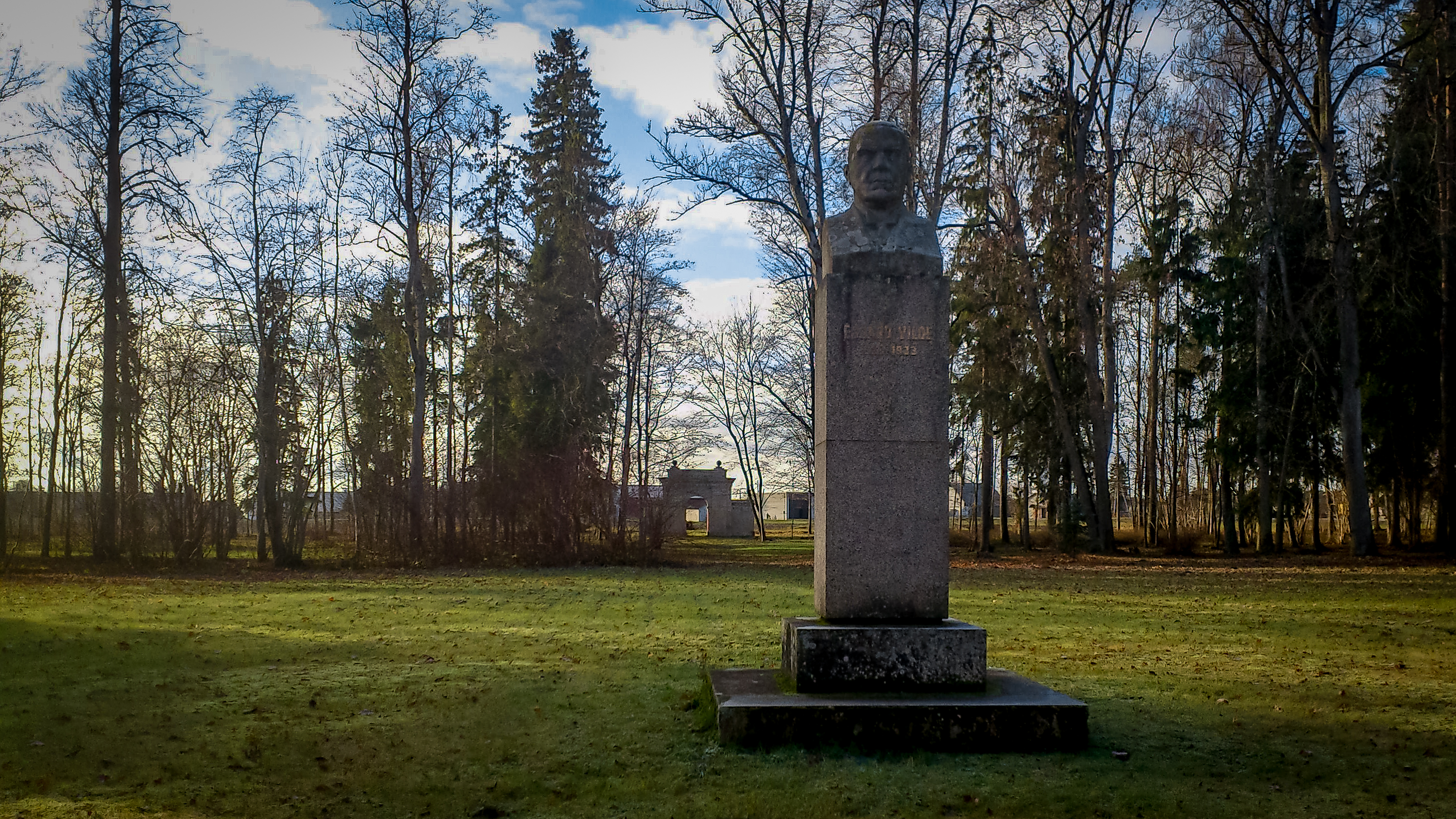
Monument en sa mémoire dans le parc du château de Muuga